# Unión Nacional de Legiones Búlgaras
La Unión Nacional de Legiones Búlgaras (UNLB) (en búlgaro: Съюз на Българските Национални Легиони (СБНЛ); Sayuz na Balgarskite Natsionalni Legioni (SBNL)), hasta 1935 la Unión de Legiones Juveniles Nacionales (UNYL); Съюз на Младежките Национални Легиони (СМНЛ); Sayuz na Mladezhkite Natsionalni Legioni (SMNL), fue una organización ultranacionalista, pro-fascista, pro-nazi de Bulgaria, que estuvo activa entre los años 1932 y 1944.

Bandera utilizada por la Unión Nacional de Legiones Búlgaras

La organización tenía una ideología totalitaria cercana al fascismo, que incluía la creación de un régimen totalitario de partido único, la prohibición de la economía de mercado y el control total del estado sobre la economía y la sociedad, antisemitismo y hostilidad hacia los extranjeros, anticomunismo, etc. Demostró similitud con el fascismo italiano y el nazismo alemán, de los que "toma prestados" ideas, símbolos y consignas.
Inicialmente se fundó como Unión de Legiones Juveniles Nacionales, que ganó popularidad entre los jóvenes mediante el uso de métodos de propaganda, populares en la Alemania nazi en ese momento, incluida una marcha desde Sofía a Veliko Tarnovo. Competía en apoyo político con otras organizaciones nacionalistas populares como los Ratniks y el Movimiento Social Nacional. En 1939, el ya renombrado UNLB tenía 75.000 miembros, y aunque en ese año fue formalmente prohibido por el gobierno pro-nazi del zar Boris III, continuó funcionando y apoyaba la estrecha alianza de Bulgaria con la Alemania nazi.
En 1942, Hristo Lukov, un teniente general retirado del ejército búlgaro y exministro de Guerra, se convirtió en el jefe de la organización. Identificándose a sí mismo como un grupo monárquico extremo, buscó sin éxito trabajar con el Movimiento Social Nacional, antes de finalmente emerger como un grupo de oposición que apoyaba en gran medida al nazismo, pero sin embargo crítico del gobierno pro-nazi de Bogdan Filov, que definieron como compuesto por "capitalistas, judeo-masones y bolcheviques". El SBNL fue prohibido después del golpe de Estado de 1944 junto con todas las demás organizaciones y partidos nacionalistas.
Los historiadores búlgaros definen la organización como que contiene las características de la extrema derecha. Además de Nikolay Poppetrov, citado anteriormente, Rumen Daskalov lo describe como "tener un carácter completamente fascista durante los años de la Segunda Guerra Mundial", que incluye "ideas muy nacionalistas y chovinistas, autoritarias y totalitarias, pero aún más tenaces e irreconciliables con cualquier forma parlamentaria de partido e ideas liberales-individualistas, pero también –más característicamente– liderazgo y elitismo, racismo, antisemitismo, etc."